# Yomi (mythologie)
Pour les articles homonymes, voir Yomi.
Yomi (黄泉) est le monde des choses de la mort dans la mythologie shintoïste. Son existence est notamment relatée dans le Kojiki et le Nihon shoki, deux recueils traitant du mythe de la création du monde.

## Royaume des morts

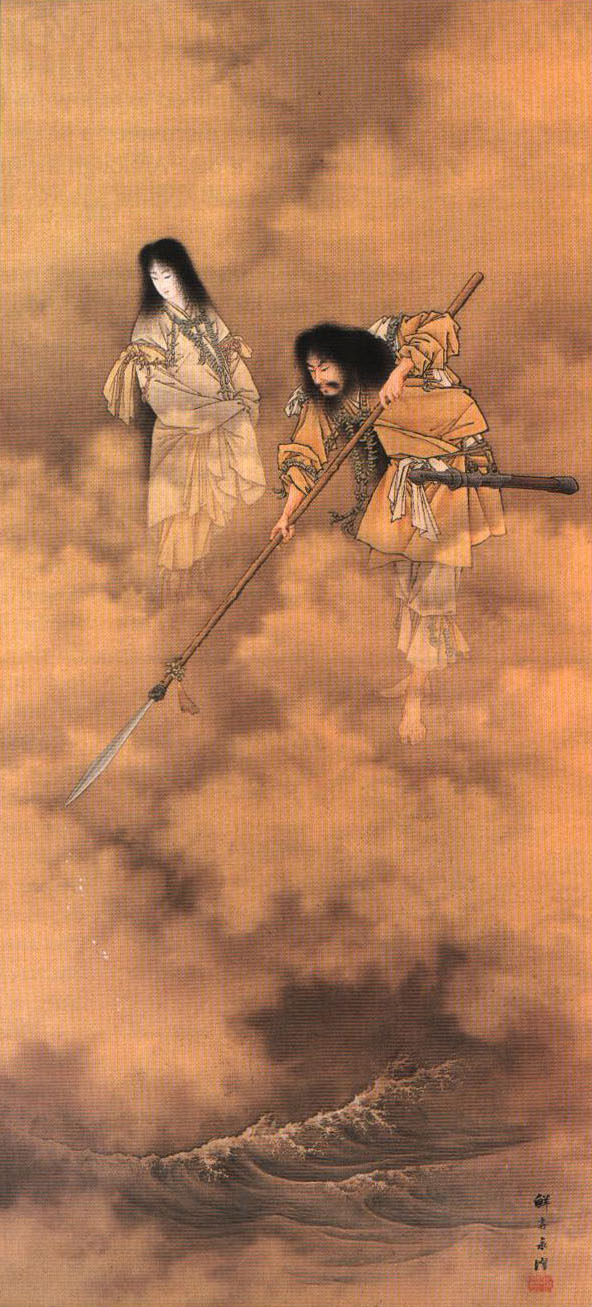
Izanagi et Izanami bravant le brouillard des enfers.

Selon la mythologie shintoïste, l'Univers se partage à l'origine en trois royaumes principaux : celui du ciel (Takama-ga-hara), celui de la Terre (Ashihara no nakatsukuni) et le monde souterrain. Ce dernier est le royaume des morts : Yomi no kuni ou Yomi, le monde de l'impur.
Yomi est gouverné par la divinité Izanami. Arrivée en ce lieu à la suite de sa mort terrestre, elle fut condamnée à y rester après avoir mangé de la nourriture cuisinée dans le royaume des ténèbres.
Yomi est peuplé par une myriade de femmes vieilles et monstrueuses appelées shikome.
Le monde des morts est séparé du monde des vivants par un énorme rocher appelé Chigaeshi no ōkami (道返之大神), une divinité installée par Izanagi, le frère et l'époux d'Izanami.

## Origine
Comme le suggère sa dénomination dans le Kojiki, le royaume des morts du shinto est inspiré de celui décrit dans la mythologie chinoise : Huángquán (黃泉), et est à rapprocher de sa version bouddhique : Jigoku.

## Autres noms
Le monde des morts est aussi appelé Meido (冥土), Yomitsu kuni (royaume des ténèbres) ou encore Yomotsu kuni (黄泉国), Yomotsu ōkami (黄泉大神) étant le nom acquis par Izanami après sa descente dans le royaume des morts,.

## Interprétation
D'après le lettré Hirata Atsutane (1776-1843) il est « erroné de penser que l'âme (tama) se rend à Yomi no kuni après la mort, et les anciens Japonais ne pondéraient point sur de telles choses ».

Il écrit encore : 

« après la mort d'un homme, son organisme se dissout, l'eau et la terre deviennent son cadavre, mais l'âme s'envole avec son vent et son feu. Les âmes des Japonais — lorsqu'ils meurent — demeurent éternellement au Japon dans le royaume des morts gouverné par O-Kuni-Nushi. Ce royaume ne se trouve point en un lieu particulier du monde visible, mais en un lieu profond et mystérieux qui ne peut être vu. Les actions des gens peuvent être perçues depuis le royaume des morts […] ils [les âmes des morts] deviennent kamis, différant en leur degré d'excellence, de vertu et de force selon les individus. »

Ailleurs, le shintoïsme classique affirme généralement que « l'âme retourne au royaume du ciel après la mort ».
Ainsi, dans la mystique shintoïste, le mythe de Yomi no kuni représente moins un enfer au sens chrétien (ou grec et égyptien) que le phénomène de putrescence du corps après la mort et introduit l'idée que tout ce qui se rapporte à la mort est impur.

## Entrée du pays des morts

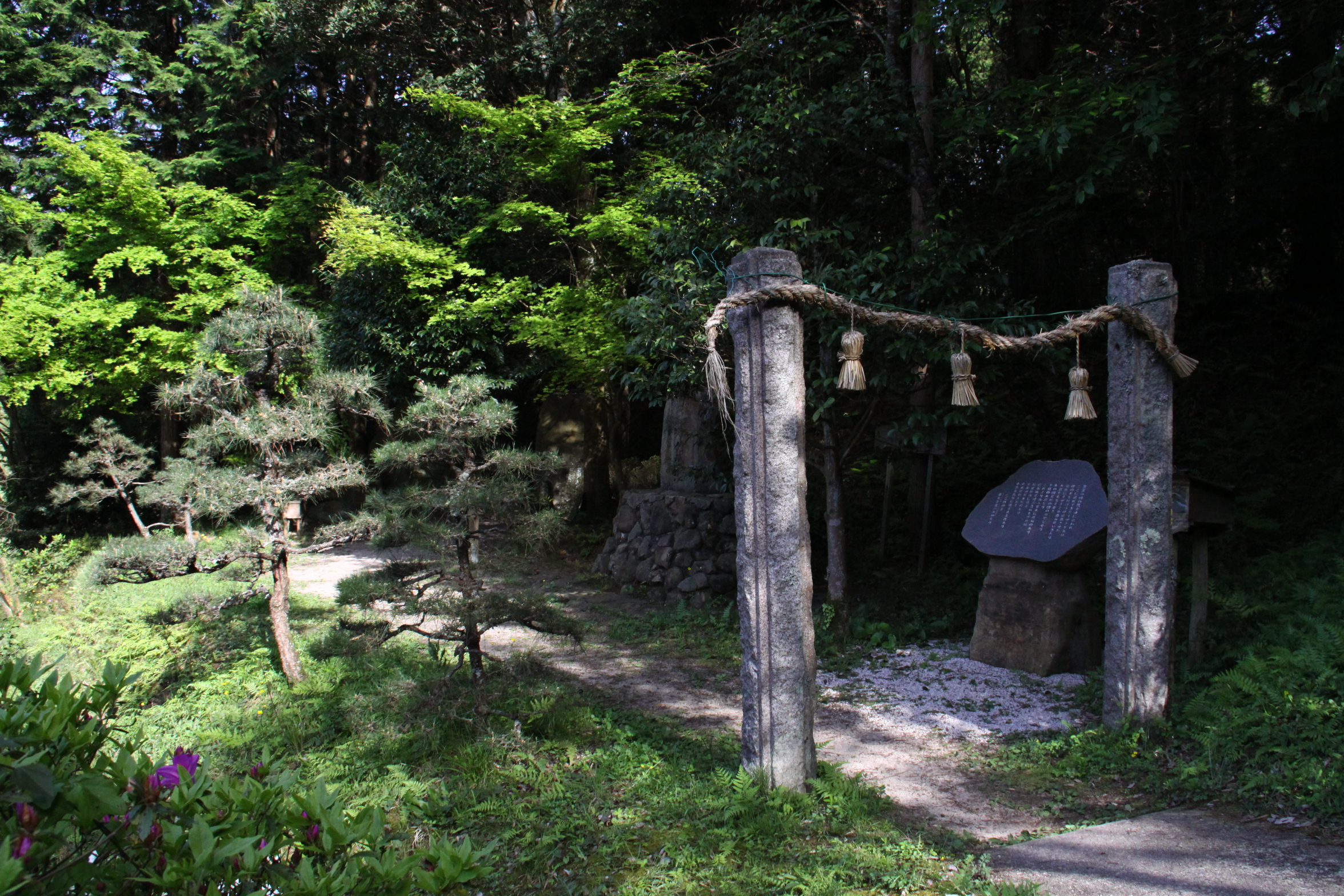
Yomotsu Hirasaka à Matsue.

Le chemin menant à l'entrée du pays des morts, Yomotsu Hirasaka, dont le début est matérialisé par un simple torii, et le rocher scellant l'entrée de Yomi sont situés à Higashiizumo dans la partie sud-est de Matsue (préfecture de Shimane), non loin du sanctuaire Iya.

## Dans la culture populaire
Le Yomi est présent ou évoqué dans de nombreuses œuvres de fiction créées au Japon, notamment Tenpō ibun ayakashi ayashi ou Divine Nanami ou s'inspirant de la mythologie japonaise, comme La Guerre du lotus. Au sein du manga japonais Saint Seiya, l'entrée de Yomi est représentée par le Yomotsu hirasaka, signifiant littéralement la pente de Yomi.